# استان بائوروکو
استان بائوروکو (به لاتین: Baoruco Province) یک استان در جمهوری دومینیکن است.
مساحت این استان ۱٬۲۸۲٫۲۳ کیلومتر مربع و جمعیت آن در سال ۲۰۱۴ میلادی ۱۱۱٬۲۶۹ نفر می‌باشد.